# 부수 음악
부수 음악은 연극, 텔레비전, 라디오 프로그램, 영화, 비디오 게임, 또는 주로 음악적이지 않은 다른 발표 형식에 있는 음악이다. 이 용어는 영화 음악에는 종종 더 적게 적용되며, 그러한 음악은 대신 "영화 음악" 또는 "사운드 트랙"으로 언급된다.

## 개요
부수 음악은 종종 배경음악이며, 액션에 분위기를 더하기 위한 것이다. 그것은 곧 있을 깜짝 놀랄 사건을 암시하는 낮고 불길한 어조처럼 단순한 것의 형태를 취하거나, 이야기 전개 순서의 묘사를 강화하려는 것일 수도 있다. 그것은 또한 서곡, 장면 변화 중에 연주되는 음악, 또는 여러 19세기 연극에서의 관행처럼 막간 바로 앞에 있는 행동의 끝과 같은 작품들을 포함할 수 있다. 그것은 음악가들이 무대 위에서 공연하는 연극에서도 필요할 수 있다.
부수 음악의 사용은 적어도 그리스 드라마까지 거슬러 올라간다. 볼프캉 아마데우스 모차르트의 "이집트의 왕, 타모스", 루트비히 판 베토벤의 "에그몬트", 카를 마리아 폰 베버의 "프레시오사", 프란츠 슈베르트의 "로자문데", 펠릭스 멘델스존의 "한여름 밤의 꿈", 로베르트 슈만의 "만프레드", 조르주 비제의 "아를의 여인", 에드바르 그리그의 "페르귄트" 등 여러 고전 작곡가들이 다양한 연극에 부수적인 음악을 작곡했다. 이 모든 것들의 일부는 종종 연극의 맥락 밖의 음악회에서 공연된다. 위에서 언급한 클래식 악보에 포함되는 보컬 부대 음악은 브로드웨이나 뮤지컬 영화의 악보와 혼동되어서는 안 되는데, 이 악보들은 곡들이 종종 성격을 드러내고 더 나아가 줄거리를 말해준다. 브로드웨이나 영화 뮤지컬의 악보는 실제로 작품을 뮤지컬로 만드는 것이기 때문에, 그것은 거의 항상 배경음악에 지나지 않는 단순한 부수 음악보다 작품에 훨씬 더 필수적이다. 실제로 많은 연극들은 부수적인 음악이 전혀 없다.
나중에 부수 음악이라고 불리는 몇몇 초기의 사례는 세미오페라, 준오페라, 가면극, 보드빌, 멜로 드라마로도 묘사된다.
부수 음악의 장르는, 예를 들어 베토벤의 "코리올란 서곡"이나 차이콥스키의 "로미오와 줄리엣 환상 서곡" 같은 연주회 형식 공연을 위해 계획된 곡들을 포함하지는 않는다.
현대 부수 음악 작곡가로는 피에르 불레즈, 로렌초 페레로, 이르민 슈미트, 일로나 세카즈, 존 화이트, 이안니스 크세나키스가 있다.

## 형태

### 서곡
서곡은 보통 액션이 시작되기 전에 영화, 연극, 오페라 등의 초기에 연주되는 부수적인 음악이다. 그 자체로 완전한 음악 작품일 수도 있고 단순한 곡조일 수도 있다. 어떤 경우에 그것은 나중에 공연 중에 사용된 다른 부수적인 음악에서 반복되는 음악적 주제를 통합한다.

### 주제곡
주제곡은 공연에서 대표되는 작품으로 공연의 시작이나 끝에서 연주되는 경우가 많다. 주제의 요소는 공연 중에 사용되는 다른 부수적인 음악에 통합될 수 있다. 영화에서 주제곡은 종종 엔딩 크레디트 동안에 연주된다. 러브 테마는 공연의 주인공들이 참여하는 로맨틱한 장면에 동반되는 특별한 주제곡(종종 다양하게 변형된 변형 형태의)이다.

### 언더스코어
언더스코어는 부드럽고 소음이 없는 사운드트랙 주제로, 공연에서 액션을 동반한다. 그것은 보통 관중들이 그것의 존재를 간접적으로만 알 수 있도록 설계된다. 그것은 장면의 분위기를 설정하거나 표시하는 데 도움이 될 수 있다.

### 스팅어
스팅어는 공연에서 장면 전환에 수반되는 매우 짧은 순간의 음악이다. 종종 스팅어는 시간의 흐름이나 장소의 변화를 표시한다. 스팅어는 미국 텔레비전 시리즈 프렌즈에서 시간 경과나 장소의 변경과 관련된 장면 전환을 표시하기 위해 자주 사용되었다. 비슷한 기술들이 많은 미국 시트콤에서 흔히 사용된다.

### 루프
루프라고 불리는 녹음된 음악의 짧은 연속물은 시각 자료에 수반하는데, 필요에 따라 무한정 매끄럽게 반복될 수 있도록 설계되기도 한다. 이것들은 종종 다큐멘터리나 무역 영화에서 배경음악으로 사용된다.

## 주요 작곡가와 주요 작품
- 루트비히 판 베토벤 - "에그몬트", "아테네의 폐허"
- 볼프강 아마데우스 모차르트 - "이집트 왕, 타모스"
- 프란츠 슈베르트 - "마법의 하프", "로자문데"
- 로베르트 슈만 - "만프레드"
- 펠릭스 멘델스존 - "한여름 밤의 꿈"
- 조르주 비제 - "아를의 여인"
- 에드바르 그리그 - "페르귄트"
- 카를 마리아 폰 베버 - "프레시오사"

## 같이 보기
- 표제 음악